# 대우 르망
대우 르망(Daewoo LeMans)은 1986년 7월 26일에 출시된, 한국GM의 소형 승용차이며, 한국GM의 첫 전륜구동 방식 승용차다.
오펠 카데트 E를 베이스로 하였으며, 차명인 르망은 르망 24시로 유명한 프랑스 서부의 작은 공업 도시 이름인 르망에서 유래되었는데 르망이라는 차명에는 르망 24시의 경주용 차처럼 내구성과 성능이 우수한 차라는 의미가 담겨 있다.

## 1세대

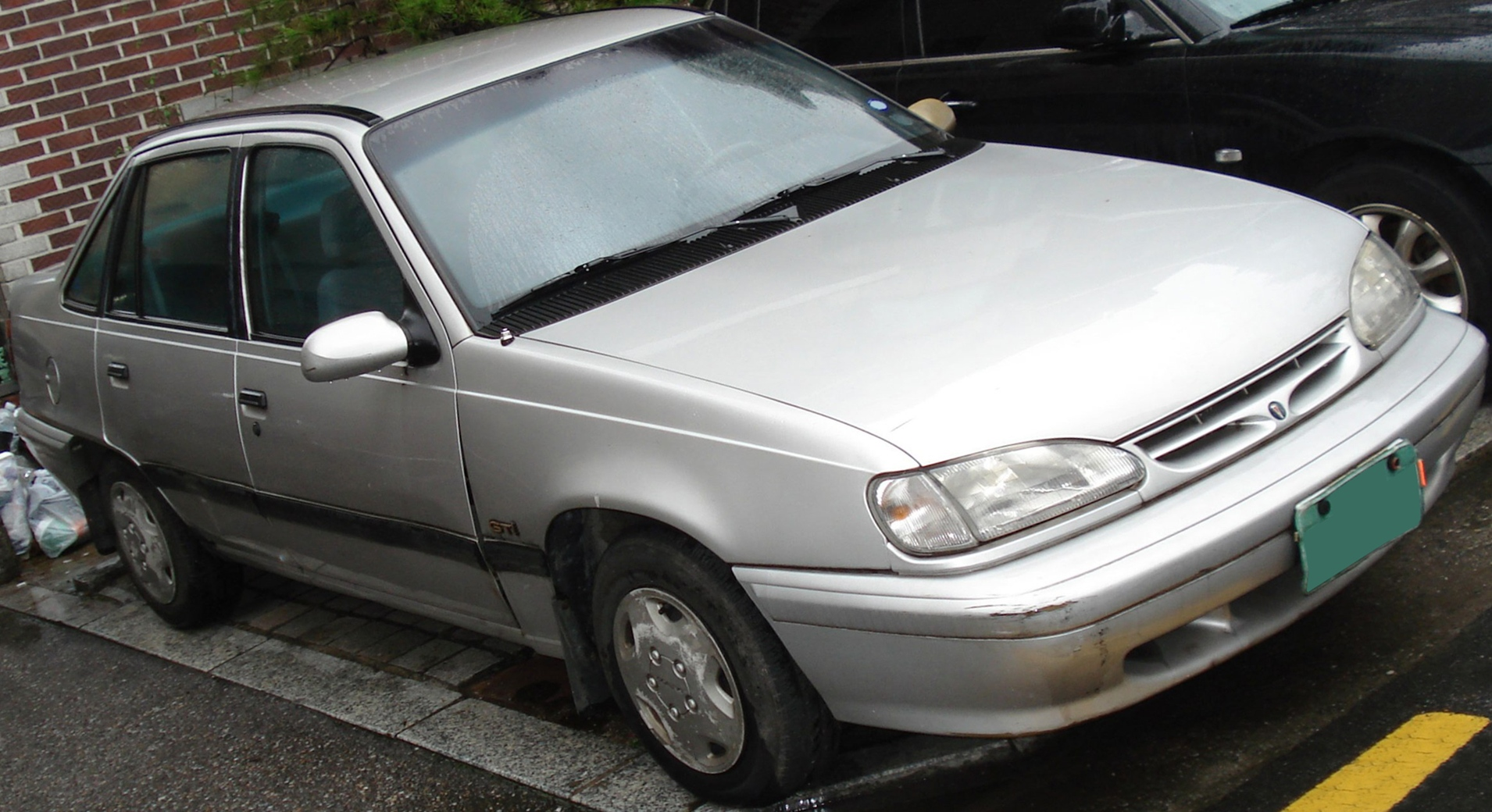
대우 뉴 르망(전기형) 정측면

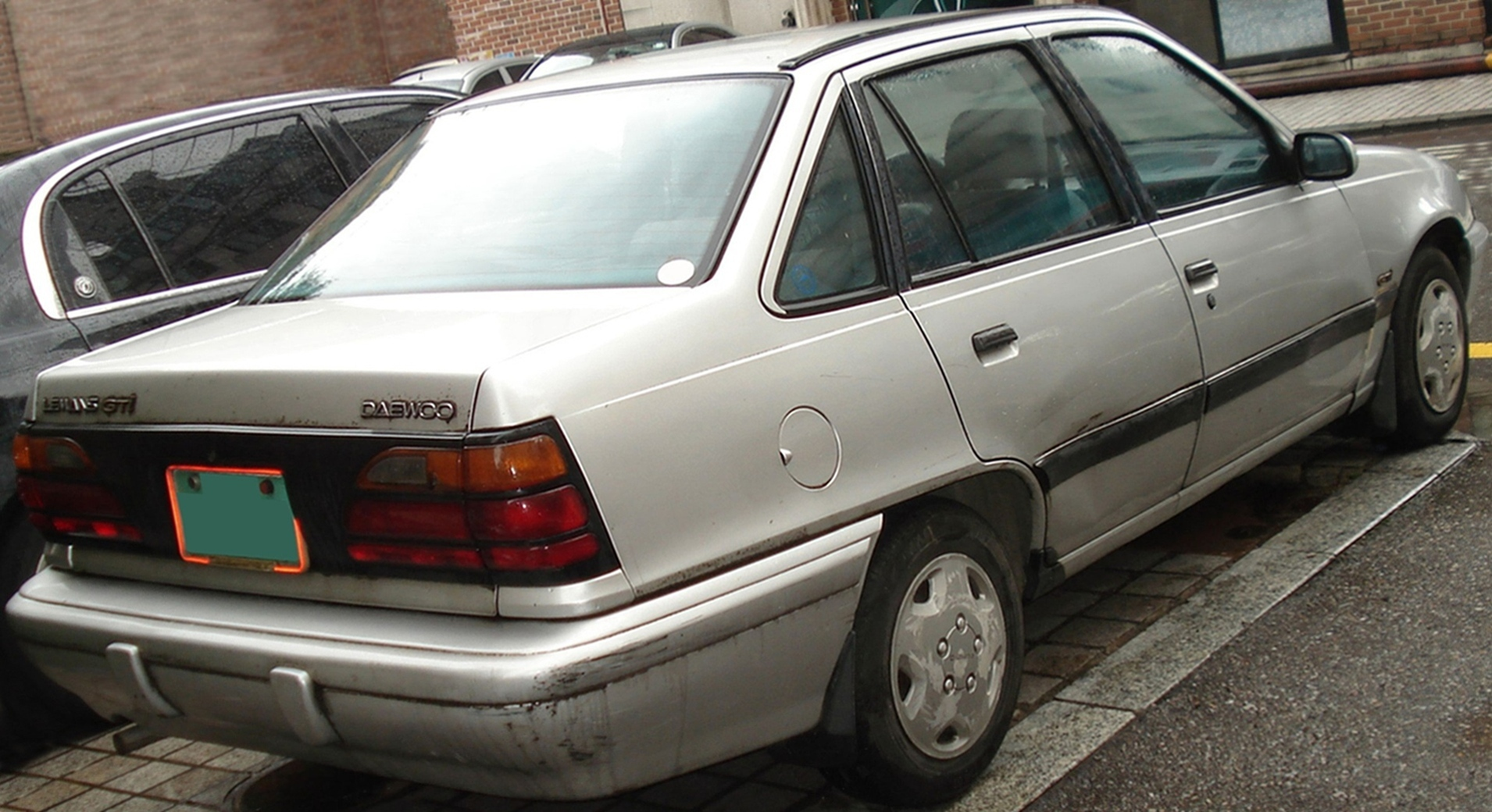
대우 뉴 르망(전기형) 후측면

설계는 독일의 오펠이, 생산은 대한민국의 대우자동차가, 판매 마케팅은 미국의 GM이 담당하는 월드 카 프로젝트의 일환으로 개발되어 1986년 7월 26일에 기존 맵시-나의 후속 차종(GSE)으로 출시되었다. 최하위 트림 저가형 일반형으로 출시되었으며, 같은 해 10월에 3도어 해치백인 르망 레이서가 출시된 데 이어, 11월에는 림 범퍼를 적용해 안전성을 높이고 최상위급 트림인 살롱형 전자식 계기판을 적용한 중후한 느낌의 GTE가 추가되었다.
1988년 3월에는 5도어 해치백인 르망 펜타-5가 출시되었고, 1989년 5월에는 GSE를 대체하는 스포티한 느낌의 GSI가, 최하위 트림 저가형 LS가 출시되었다.
1990년 3월에 소폭의 페이스 리프트를 감행하였는데, 4도어 세단 중 GTE 트림은 리어 램프가 6등식에서 4등식으로 변경되었고, 샬롱, 스폐셜, 포커스의 3트림으로 나누어졌다.
같은 해 5월에는 르망 GTE에 2,000cc 엔진과 선루프를 장착한 트림인 르망 임팩트가 추가되었고, 1991년 2월에는 르망 임팩트의 튜닝 트림인 이름셔가 출시되었다.
이름셔는 기존 르망에 독일의 오펠 전문 튜너인 이름셔의 에어로 파츠를 더한 양산 드레스 업 차종으로, 튜닝은 물론 드레스 업이라는 단어조차 생소었던 당시 대한민국의 상황에서 르망 이름셔의 등장은 대단히 획기적인 일이었다. 시대를 대단히 앞선 트림이었고, 가격 또한 고가였다. 같은 해 10월에는 페이스리프트를 거쳐 뉴 르망이 출시와 동시에 GTi, ETi, STi 세가지 트림이 선보였다.
1993년 5월에 4도어 세단은 또 한 번의 페이스 리프트를 거쳐 리어 램프가 직사각형으로 바뀌고, 파워 안테나의 위치도 조수석 앞 펜더 근처에서 운전석 뒷 펜더 근처로 옮겨진 1994년형이 선보였다.
동시에 4도어 세단(르망), 3도어 해치백(르망 레이서), 5도어 해치백(르망 펜타-5) 모두 에스페로의 100마력 1.5L DOHC 엔진을 얹은 최상급 트림인 RTi가 추가되었다.
이 때 카스테레오에 CD 플레이어 옵션도 추가됐으며, 에스페로의 파워트레인을 갖고 왔던 RTi에는 에스페로용 알루미늄 휠도 옵션으로 제공했다.
기존 ETi , STi 트림을 유지하고 준상위급 GTI, GTi 최상위 트림은 RTi로 재편되어 1994년 5월에 4도어 세단의 페이스 리프트 차종인 씨에로가, 1995년 3월에 르망 레이서와 르망 펜타-5의 페이스 리프트 차종인 넥시아가 각각 출시되었으나, 오히려 기존 르망이 더 많이 판매되어 대한민국에서는 병행 생산되었다.
대신 1.5L DOHC 엔진은 씨에로에 이관되어 르망에서는 삭제됨에 따라 기존 일부 ETI 트림은 씨에로 GX, STI/GTi 트림은 씨에로 GRX로, RTi 트림은 씨에로 1.5L DOHC 엔진 최상위 옵션 트림 사양으로, STi 트림은 르망 EX로, ETi 트림은 르망 BX로 각각 재편되어 가격을 낮추어 단종될 때까지 고급 트림을 없애고, 기존 저가형 소형차로 1996년 11월에 씨에로와 르망의 통합 후속 차종인 라노스가 출시되었음에도 불구하고, 한동안 병행 생산되었다. 1997년 2월에 생산이 중단될 때까지 만 10년 8개월 동안 승용차 판매 536,254대, 수출 516,099대라는 기록을 세웠다.
오스트레일리아 시장에서는 대우 1.5i라는 차명으로 판매했다.

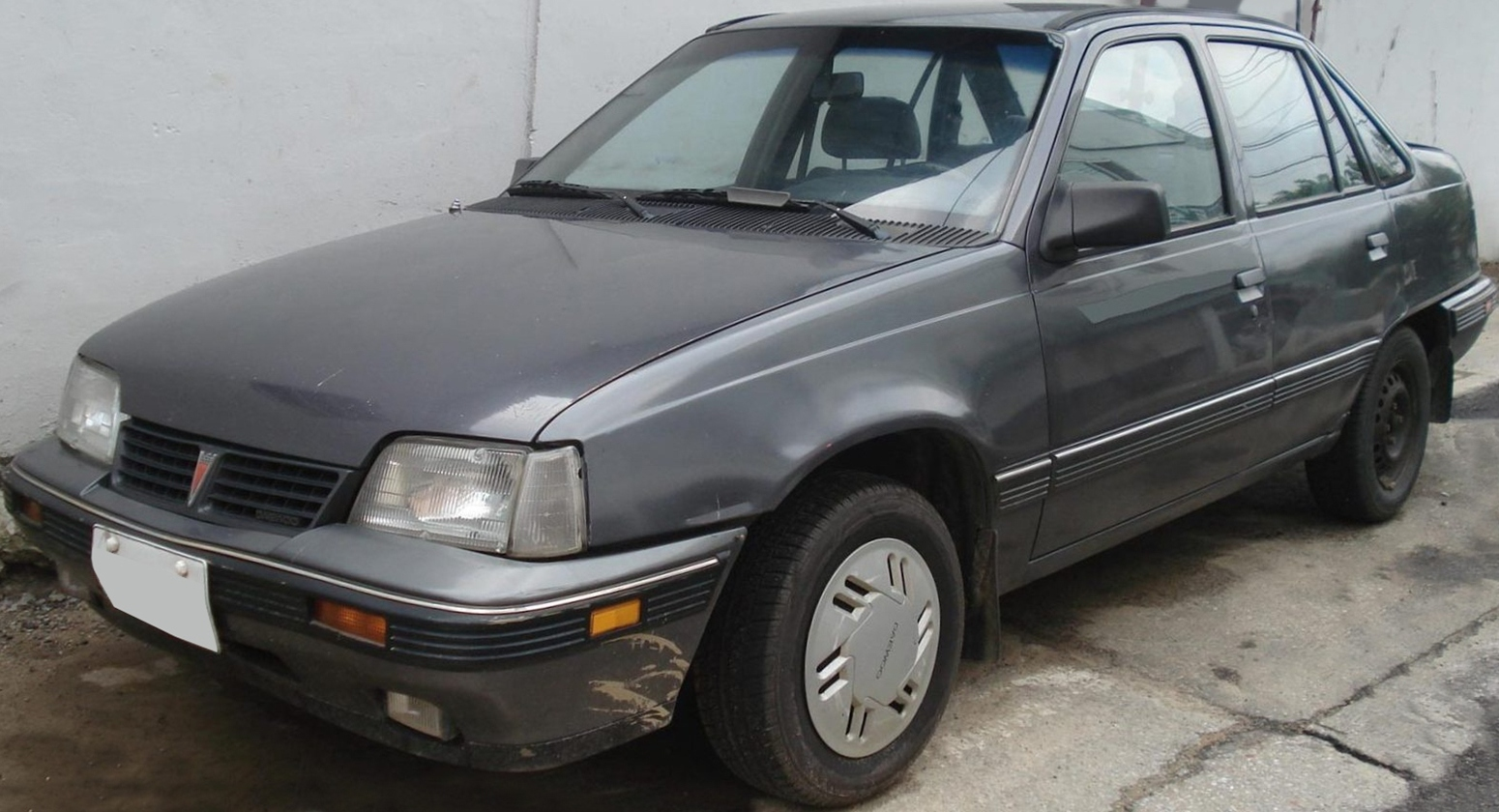
대우 르망(GTE 전기형) 정측면
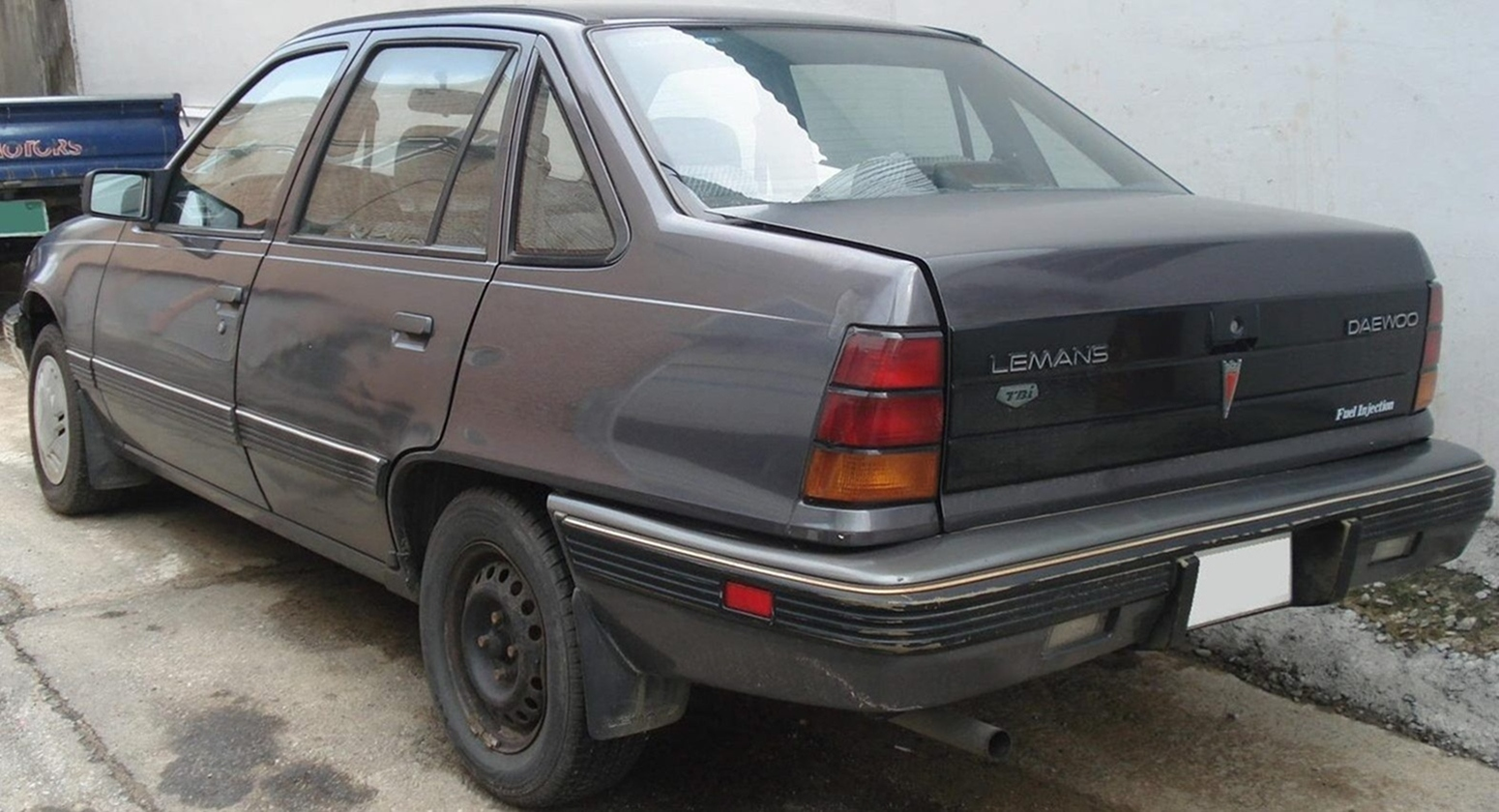
대우 르망(GTE 전기형) 후측면
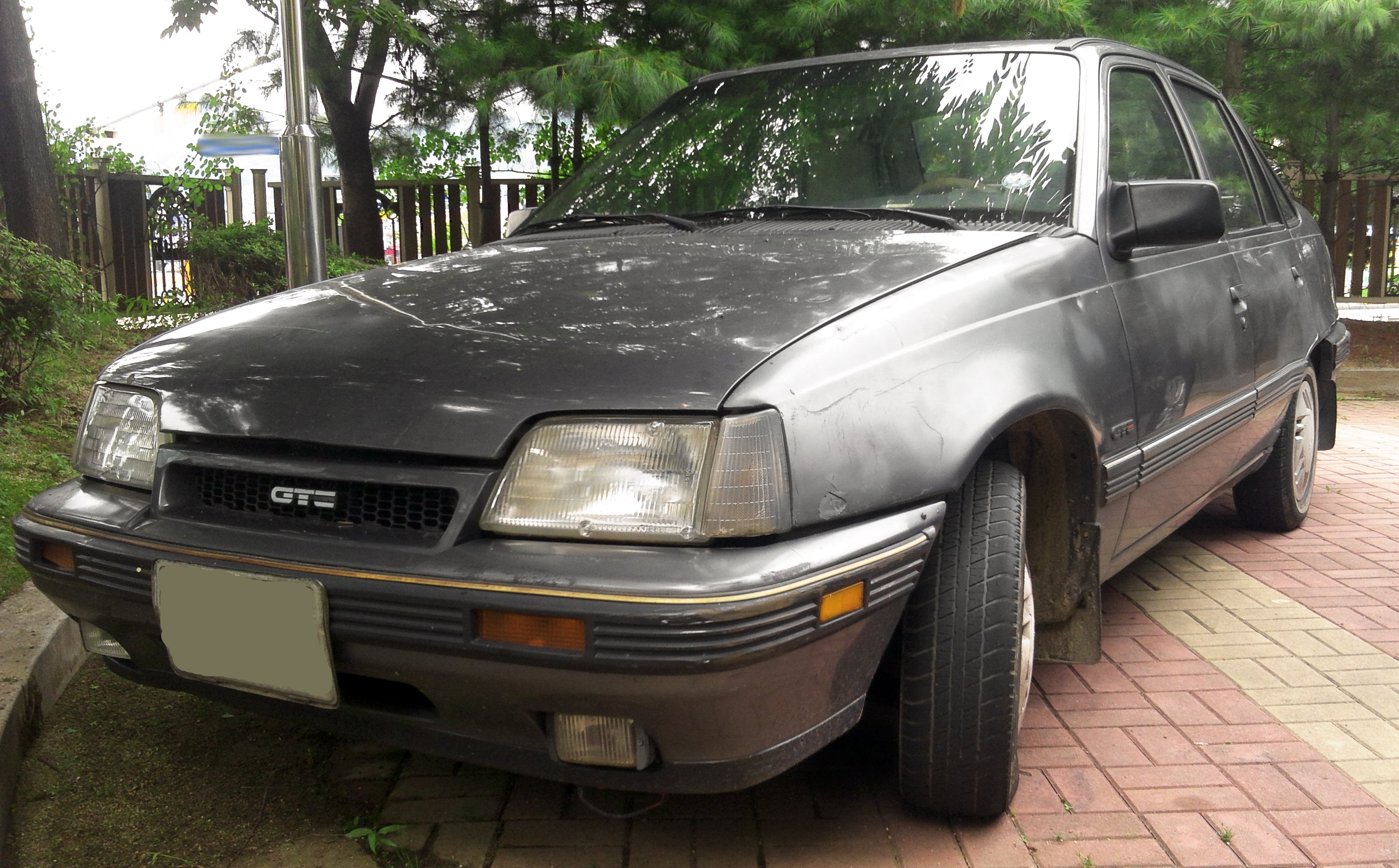
대우 르망(GTE 후기형) 정측면
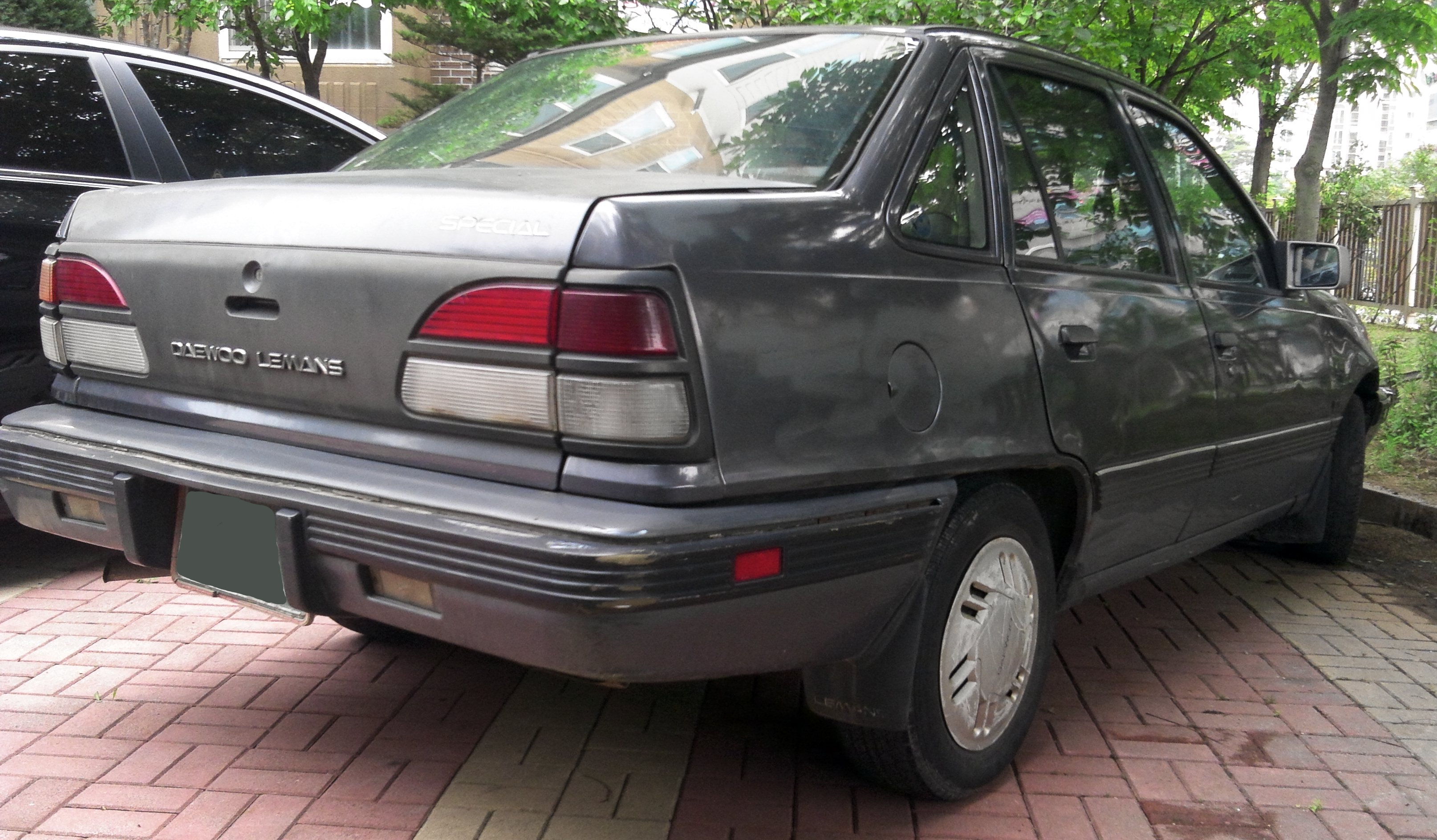
대우 르망(GTE 후기형) 후측면
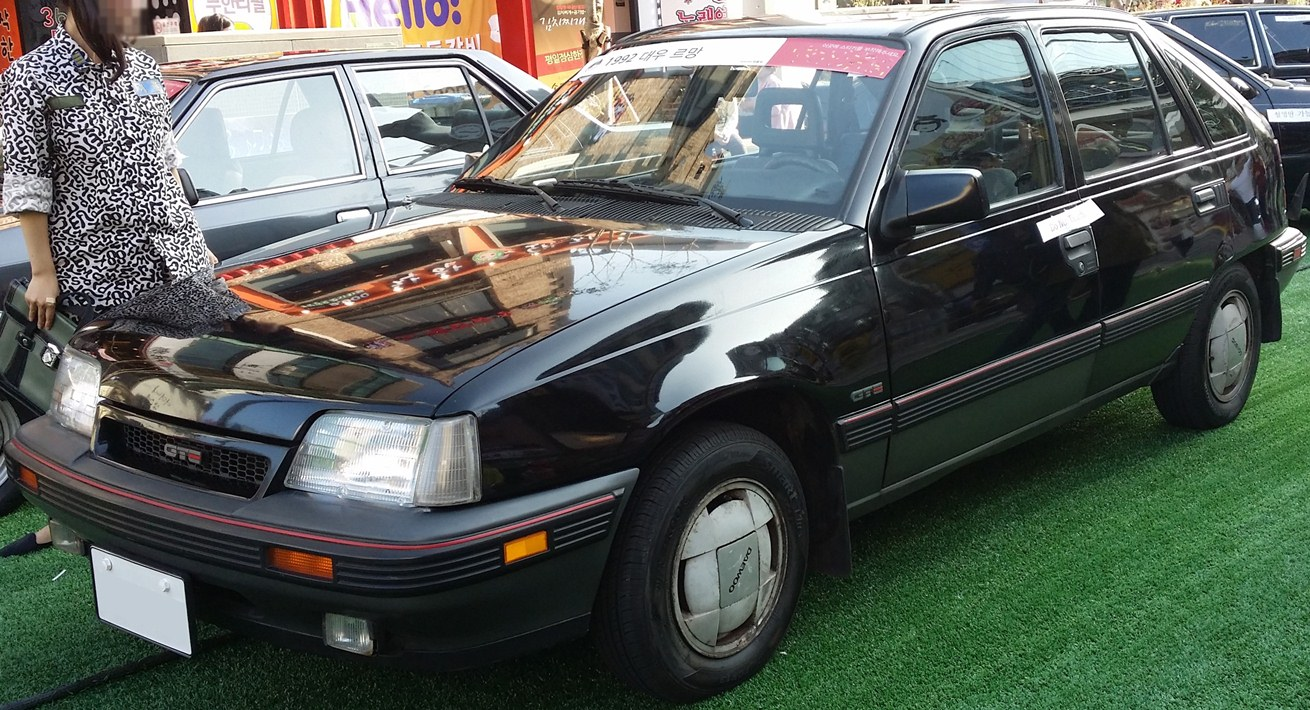
대우 르망 펜타-5(GTE) 정측면
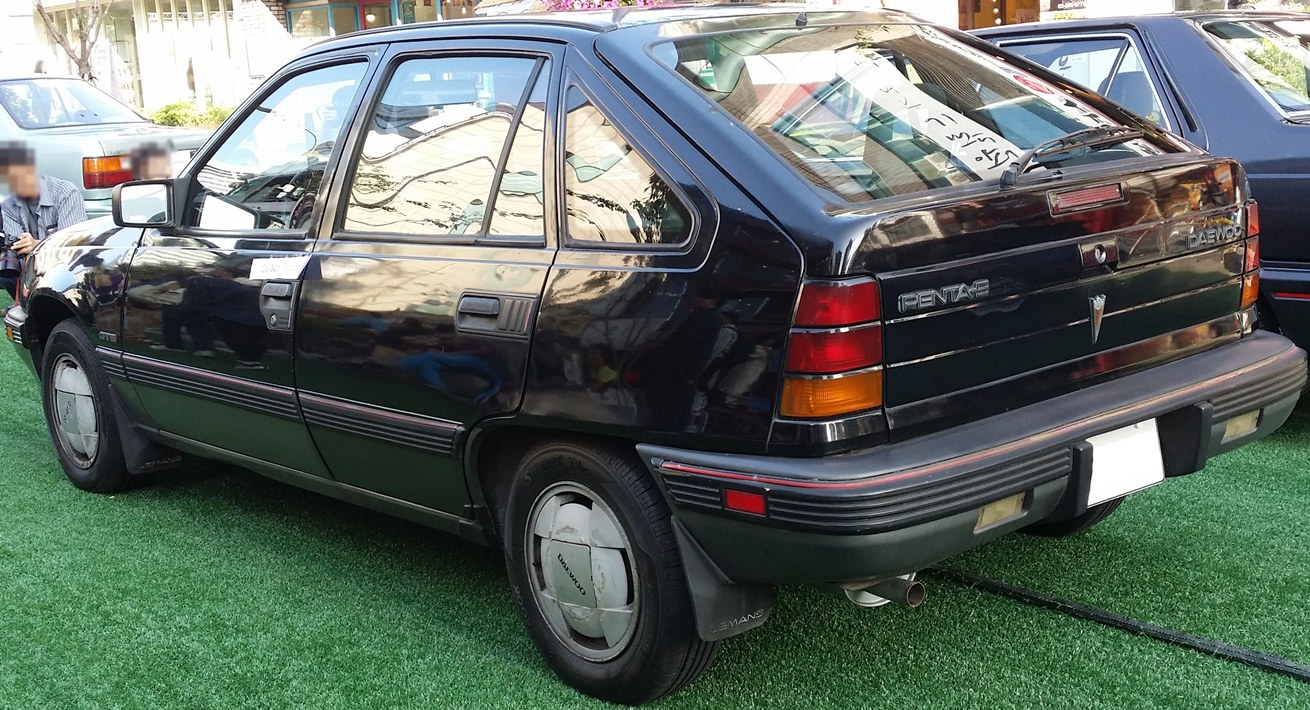
대우 르망 펜타-5(GTE) 후측면
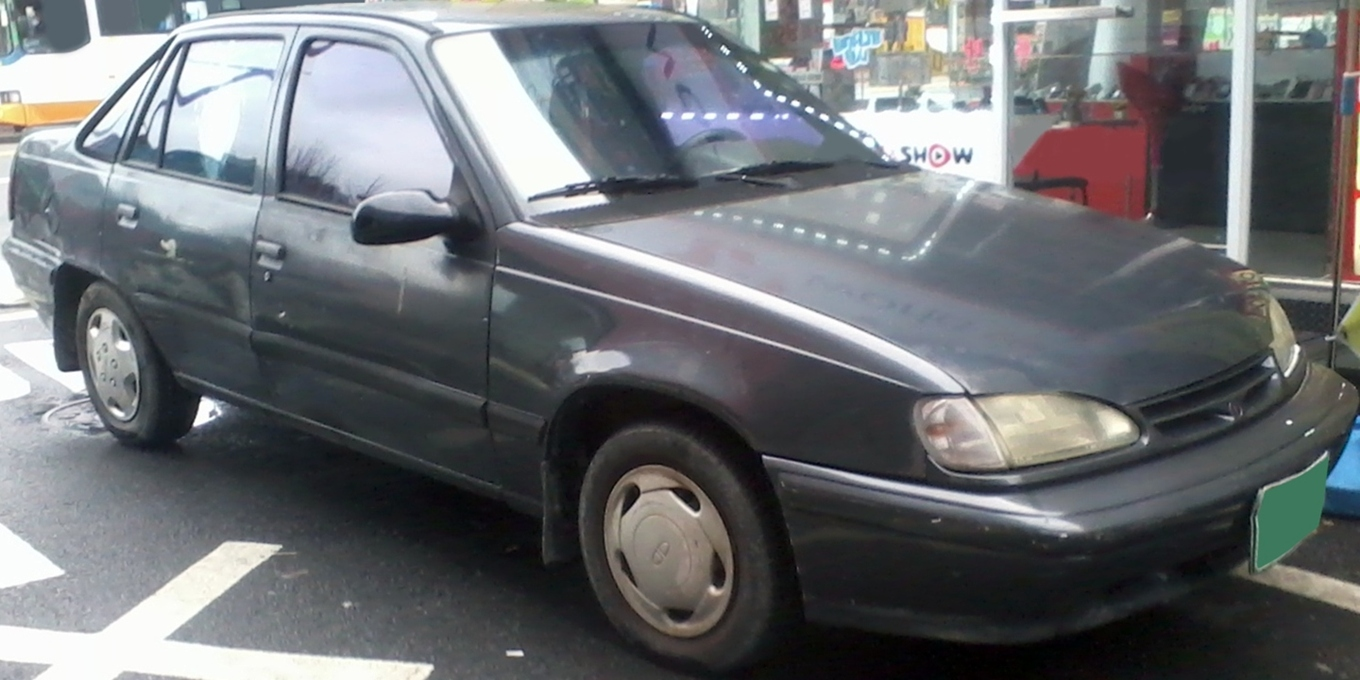
대우 뉴 르망(후기형) 정측면
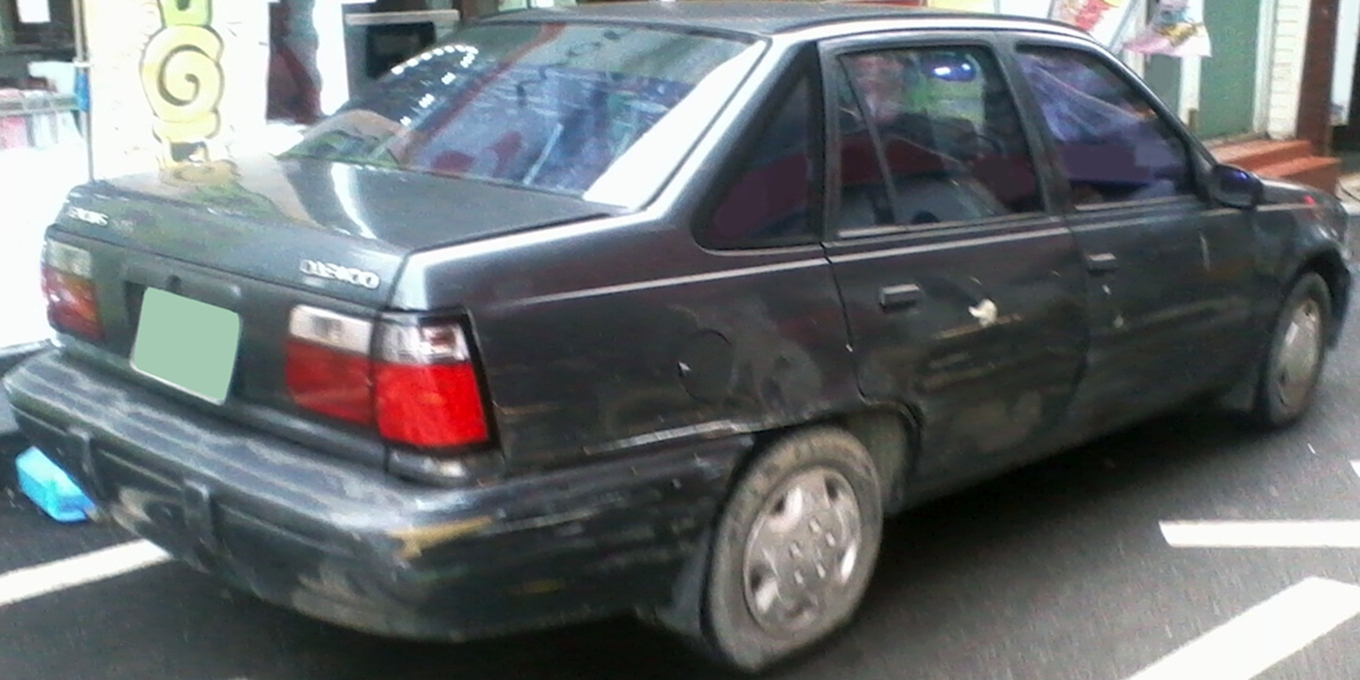
대우 뉴 르망(후기형) 후측면
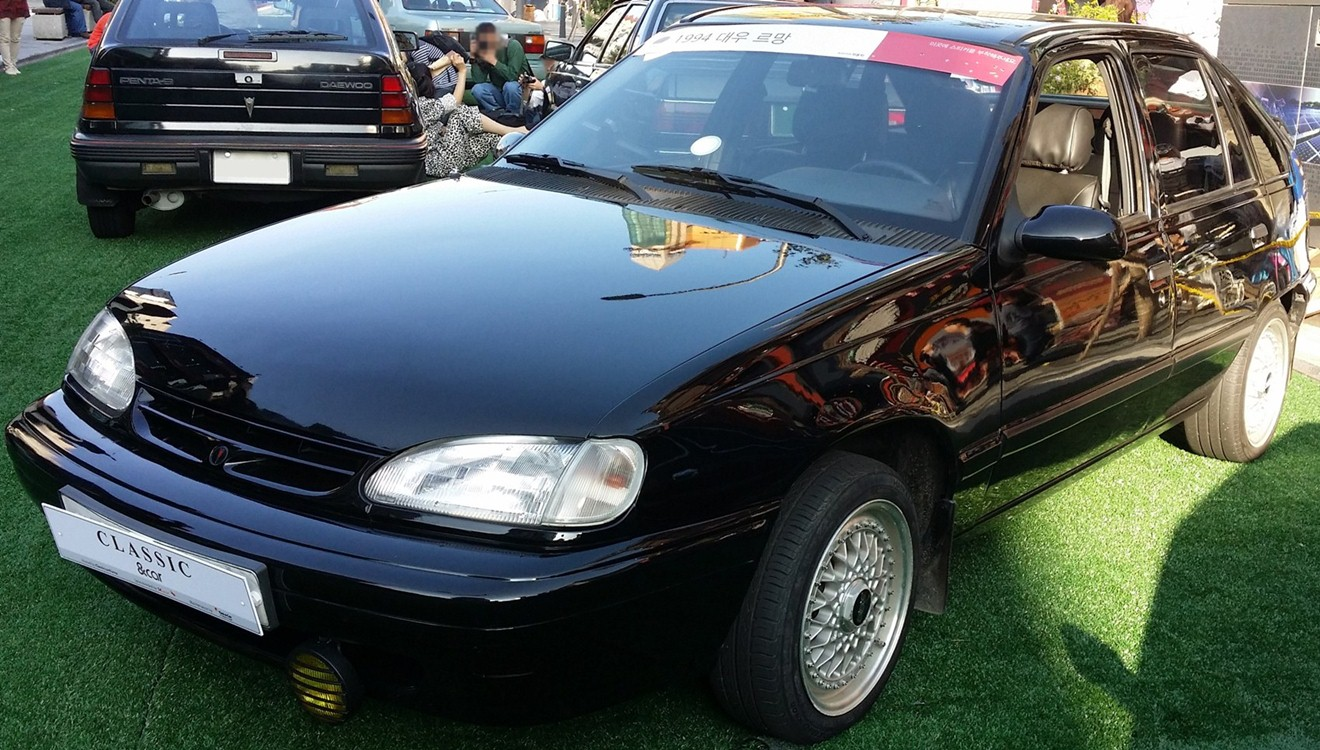
대우 뉴 르망 펜타-5 정측면
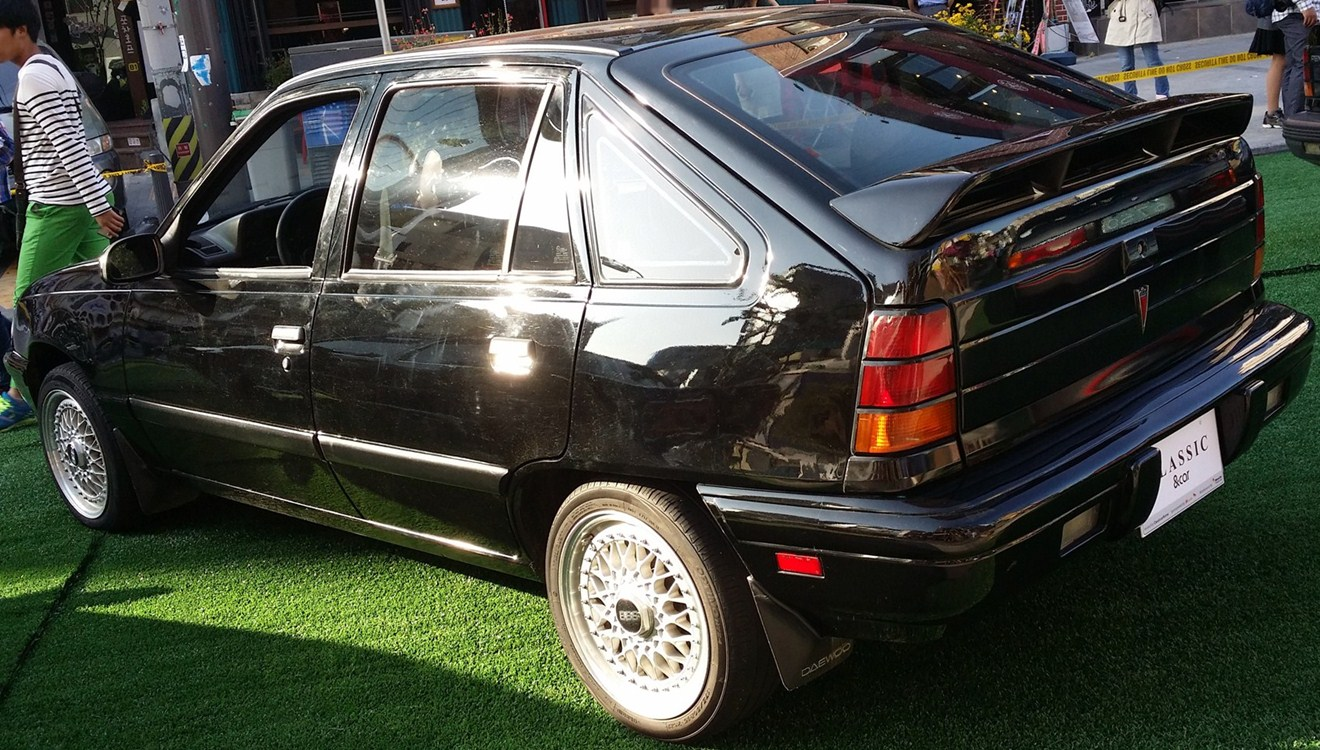
대우 뉴 르망 펜타-5 후측면
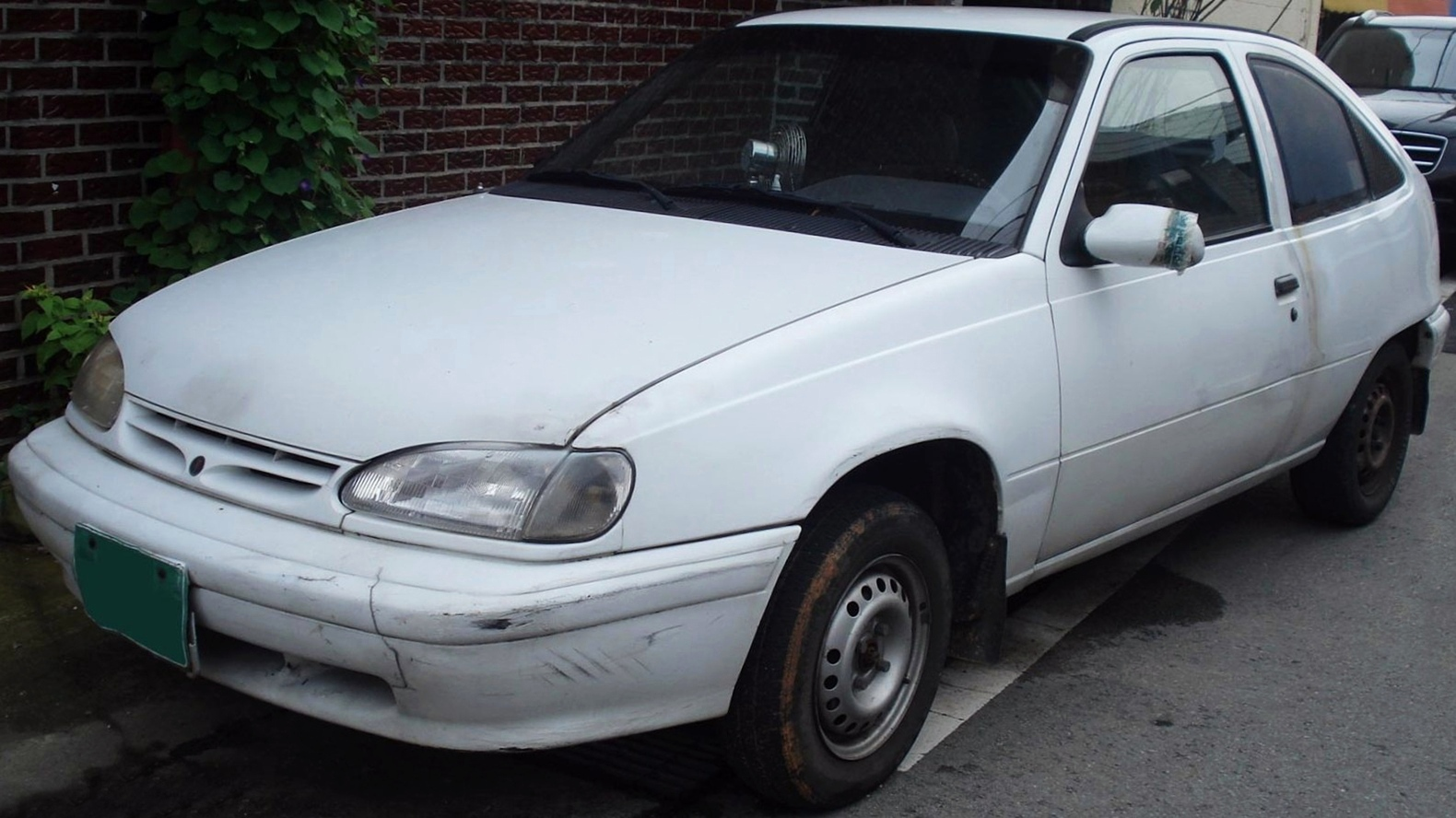
대우 뉴 르망 밴 정측면
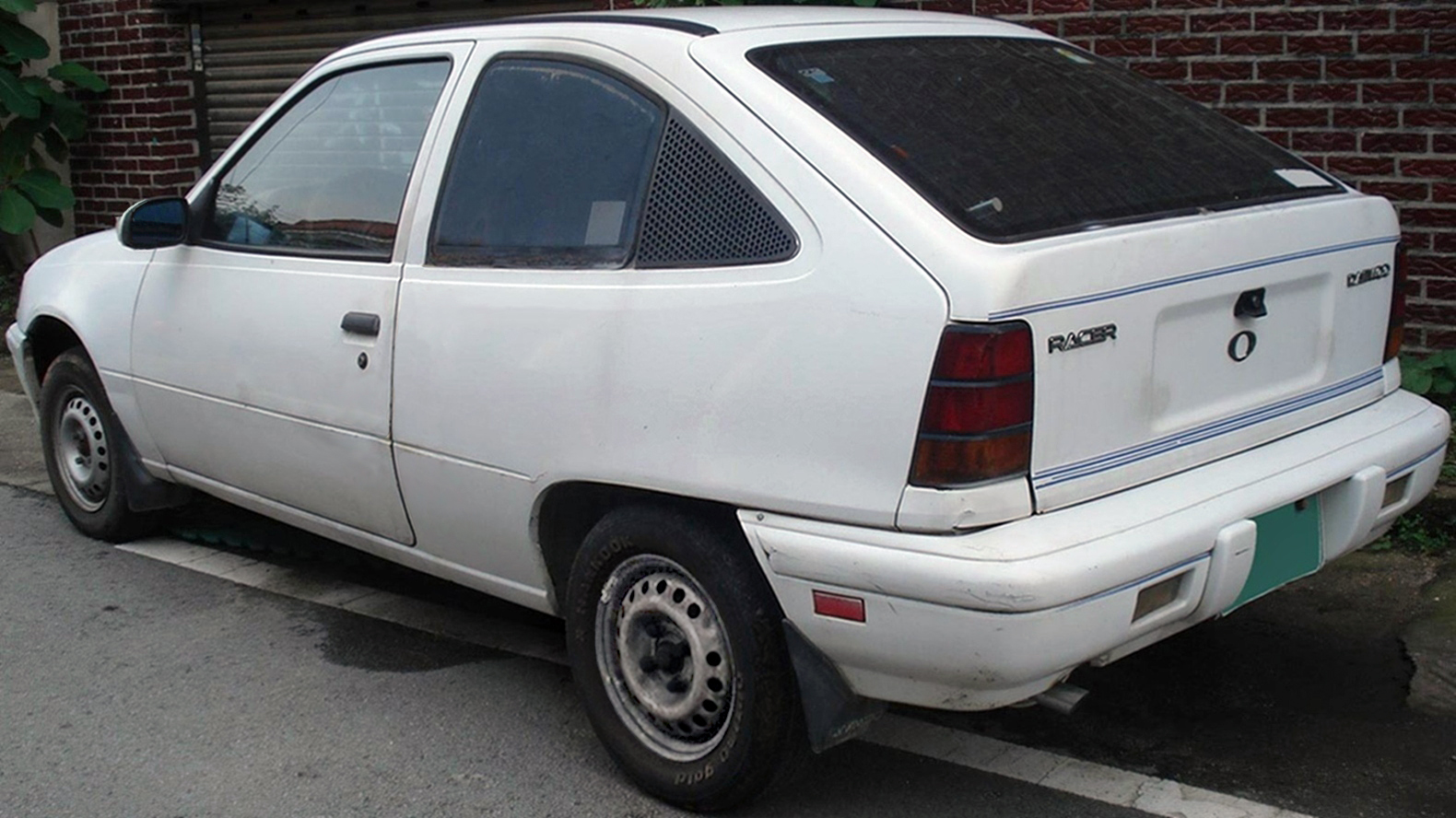
대우 뉴 르망 밴 후측면

## 제원

### 르망
| 구분                 | 르망 4도어 GLE/SE           | 르망 4도어 GSI              | 르망 4도어 GTE              | 르망 4도어 TBI              | 르망 4도어 이름셔           | 르망 레이서 3도어 SE        | 르망 레이서 3도어 GSI       | 르망 레이서 3도어 GTE       | 르망 레이서 3도어 TBI       | 르망 펜타-5 5도어 SE        | 르망 펜타-5 5도어 GSI       | 르망 펜타-5 5도어 GTE       |
| -------------------- | --------------------------- | --------------------------- | --------------------------- | --------------------------- | --------------------------- | --------------------------- | --------------------------- | --------------------------- | --------------------------- | --------------------------- | --------------------------- | --------------------------- |
| 전장 (mm)            | 4,260                       | 4,265                       | 4,394                       | 4,394                       | 4,394                       | 4,060                       | 4,065                       | 4,158                       | 4,158                       | 4,060                       | 4,065                       | 4,158                       |
| 전폭 (mm)            | 1,663                       | 1,663                       | 1,663                       | 1,663                       | 1,663                       | 1,663                       | 1,663                       | 1,663                       | 1,663                       | 1,663                       | 1,663                       | 1,663                       |
| 전고 (mm)            | 1,362                       | 1,362                       | 1,362                       | 1,362                       | 1,362                       | 1,362                       | 1,362                       | 1,362                       | 1,362                       | 1,362                       | 1,362                       | 1,362                       |
| 축거 (mm)            | 2,520                       | 2,520                       | 2,520                       | 2,520                       | 2,520                       | 2,520                       | 2,520                       | 2,520                       | 2,520                       | 2,520                       | 2,520                       | 2,520                       |
| 윤거 (전, mm)        | 1,400                       | 1,400                       | 1,400                       | 1,400                       | 1,400                       | 1,400                       | 1,400                       | 1,400                       | 1,400                       | 1,400                       | 1,400                       | 1,400                       |
| 윤거 (후, mm)        | 1,406                       | 1,406                       | 1,406                       | 1,406                       | 1,406                       | 1,406                       | 1,406                       | 1,406                       | 1,406                       | 1,406                       | 1,406                       | 1,406                       |
| 승차 정원            | 2명,4명                     | 2명,4명                     | 2명,4명                     | 2명,4명                     | 2명,4명                     | 2명,4명                     | 2명,4명                     | 2명,4명                     | 2명,4명                     | 2명,4명                     | 2명,4명                     | 2명,4명                     |
| 변속기               | 수동 4단                    | 수동 5단                    | 수동 5단 자동 3단           | 수동 5단 자동 3단           | 수동 5단 자동 3단           | 수동 4단                    | 수동 5단                    | 수동 5단 자동 3단           | 수동 5단 자동 3단           | 수동 4단                    | 수동 5단                    | 수동 5단 자동 3단           |
| 서스펜션 (전/후)     | 맥퍼슨 스트럿/컴파운드 링크 | 맥퍼슨 스트럿/컴파운드 링크 | 맥퍼슨 스트럿/컴파운드 링크 | 맥퍼슨 스트럿/컴파운드 링크 | 맥퍼슨 스트럿/컴파운드 링크 | 맥퍼슨 스트럿/컴파운드 링크 | 맥퍼슨 스트럿/컴파운드 링크 | 맥퍼슨 스트럿/컴파운드 링크 | 맥퍼슨 스트럿/컴파운드 링크 | 맥퍼슨 스트럿/컴파운드 링크 | 맥퍼슨 스트럿/컴파운드 링크 | 맥퍼슨 스트럿/컴파운드 링크 |
| 구동 형식            | 전륜 구동                   | 전륜 구동                   | 전륜 구동                   | 전륜 구동                   | 전륜 구동                   | 전륜 구동                   | 전륜 구동                   | 전륜 구동                   | 전륜 구동                   | 전륜 구동                   | 전륜 구동                   | 전륜 구동                   |
| 연료                 | 가솔린                      | 가솔린                      | 가솔린                      | 가솔린                      | 가솔린                      | 가솔린                      | 가솔린                      | 가솔린                      | 가솔린                      | 가솔린                      | 가솔린                      | 가솔린                      |
| 배기량 (cc)          | 1,498                       | 1,498                       | 1,498                       | 1,598                       | 1,997                       | 1,498                       | 1,498                       | 1,498                       | 1,598                       | 1,498                       | 1,498                       | 1,498                       |
| 최고 출력 (ps/rpm)   | 88/5,500                    | 88/5,500                    | 88/5,500                    | 96/5,500                    | 120/5,500                   | 88/5,500                    | 88/5,500                    | 96/5,500                    | 96/5,500                    | 88/5,500                    | 88/5,500                    | 88/5,500                    |
| 최대 토크 (kg*m/rpm) | 12.9/3,400                  | 12.9/3,400                  | 12.9/3,000                  | 13.6/3,400                  | 19.0/3,400                  | 2.9/3,400                   | 2.9/3,400                   | 12.9/3,000                  | 13.6/3,000                  | 12.9/3,400                  | 12.9/3,400                  | 12.9/3,000                  |
| 최대적재량 (kg)      | 300(VAN 차량)               | 300(VAN 차량)               | 300(VAN 차량)               | 300(VAN 차량)               | 300(VAN 차량)               | 300(VAN 차량)               | 300(VAN 차량)               | 300(VAN 차량)               | 300(VAN 차량)               | 300(VAN 차량)               | 300(VAN 차량)               | 300(VAN 차량)               |

### 뉴 르망
| 구분                 | 뉴 르망 4도어 DOHC             | 뉴 르망 4도어 MPFI          | 뉴 르망 4도어 TBI           | 뉴 르망 레이서 3도어 DOHC   | 뉴 르망 레이서 3도어 MPFI   | 뉴 르망 펜타-5 5도어 TBI    |
| -------------------- | ------------------------------ | --------------------------- | --------------------------- | --------------------------- | --------------------------- | --------------------------- |
| 전장 (mm)            | 4,510                          | 4,510                       | 4,510                       | 4,258                       | 4,258                       | 4,258                       |
| 전폭 (mm)            | 1,663                          | 1,663                       | 1,663                       | 1,663                       | 1,663                       | 1,663                       |
| 전고 (mm)            | 1,362                          | 1,362                       | 1,362                       | 1,362                       | 1,362                       | 1,362                       |
| 축거 (mm)            | 2,520                          | 2,520                       | 2,520                       | 2,520                       | 2,520                       | 2,520                       |
| 윤거 (전, mm)        | 1,400                          | 1,400                       | 1,400                       | 1,400                       | 1,400                       | 1,400                       |
| 윤거 (후, mm)        | 1,406                          | 1,406                       | 1,406                       | 1,406                       | 1,406                       | 1,406                       |
| 승차 정원            | 2명,4명                        | 2명,4명                     | 2명,4명                     | 2명,4명                     | 2명,4명                     | 2명,4명                     |
| 변속기               | 수동 5단 자동 3단              | 수동 5단 자동 3단           | 수동 5단 자동 3단           | 수동 5단 자동 3단           | 수동 5단 자동 3단           | 수동 5단 자동 3단           |
| 서스펜션 (전/후)     | 맥퍼슨 스트럿/컴파운드 링크    | 맥퍼슨 스트럿/컴파운드 링크 | 맥퍼슨 스트럿/컴파운드 링크 | 맥퍼슨 스트럿/컴파운드 링크 | 맥퍼슨 스트럿/컴파운드 링크 | 맥퍼슨 스트럿/컴파운드 링크 |
| 구동 형식            | 전륜 구동                      | 전륜 구동                   | 전륜 구동                   | 전륜 구동                   | 전륜 구동                   | 전륜 구동                   |
| 연료                 | 가솔린                         | 가솔린                      | 가솔린                      | 가솔린                      | 가솔린                      | 가솔린                      |
| 배기량 (cc)          | 1,498                          | 1,498                       | 1,498                       | 1,498                       | 1,498                       | 1,498                       |
| 최고 출력 (ps/rpm)   | 100/5,000                      | 90/5,400                    | 75/5,600                    | 100/5,000                   | 90/5,400                    | 75/5,600                    |
| 최고 속도 (km/h)     | 170(수동 5단)/ 167(자동 3단)   | -                           | -                           | -                           | -                           | -                           |
| 최대 토크 (kg*m/rpm) | 14.8/3,400                     | 13.9/3,400                  | 11.1/3,200                  | 14.8/3,400                  | 13.9/3,400                  | 11.1/3,200                  |
| 최대적재량 (kg)      | 300(VAN 차량)                  | 300(VAN 차량)               | 300(VAN 차량)               | 300(VAN 차량)               | 300(VAN 차량)               | 300(VAN 차량)               |
| 연비 (km/ℓ)          | 15.2(수동 5단)/ 14.9(자동 3단) | -                           | -                           | -                           | -                           | -                           |